# Петралия-Сопрана
Петралия-Сопрана (итал. Petralia Soprana) — коммуна в Италии, располагается в регионе Сицилия, в провинции Палермо.
Население составляет 3685 человек (2008 г.), плотность населения составляет 66 чел./км². Занимает площадь 56 км². Почтовый индекс — 90026. Телефонный код — 0921.
Покровителями коммуны почитаются святые апостолы Пётр и Павел, празднование 29 июня.

## Демография
Динамика населения:

## Администрация коммуны
- Официальный сайт: